# خط آی‌ان‌دی کونکورس
خط آی‌ان‌دی کونکورس (انگلیسی: IND Concourse Line) یکی از خط‌های متروی نیویورک سیتی در بخش منهتن و برانکس است.
این خط که در سال ۱۹۳۳ تأسیس شده دارای ۱۲ ایستگاه و ۱۰٫۵ کیلومتر طول است.

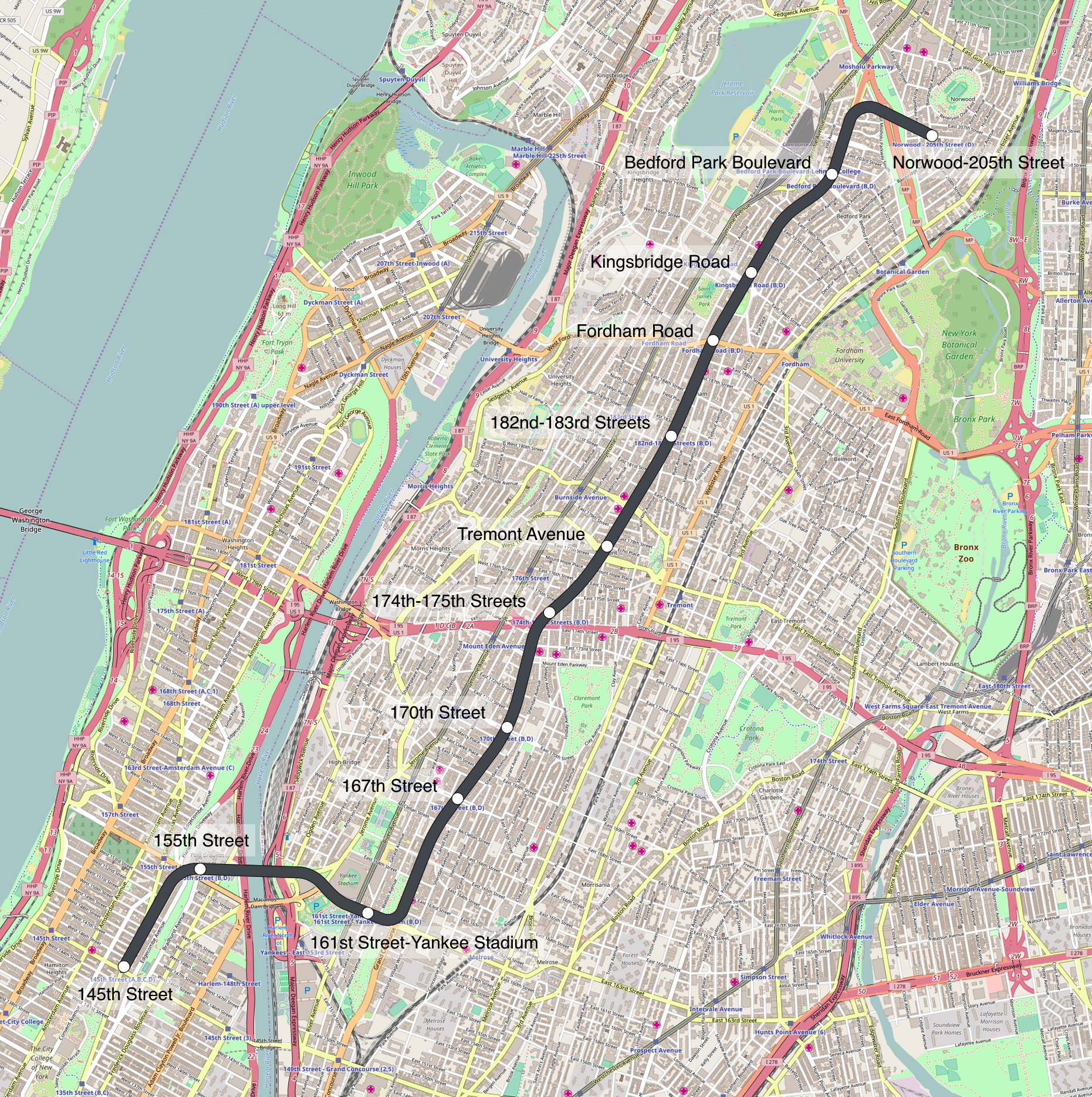

## نگارخانه

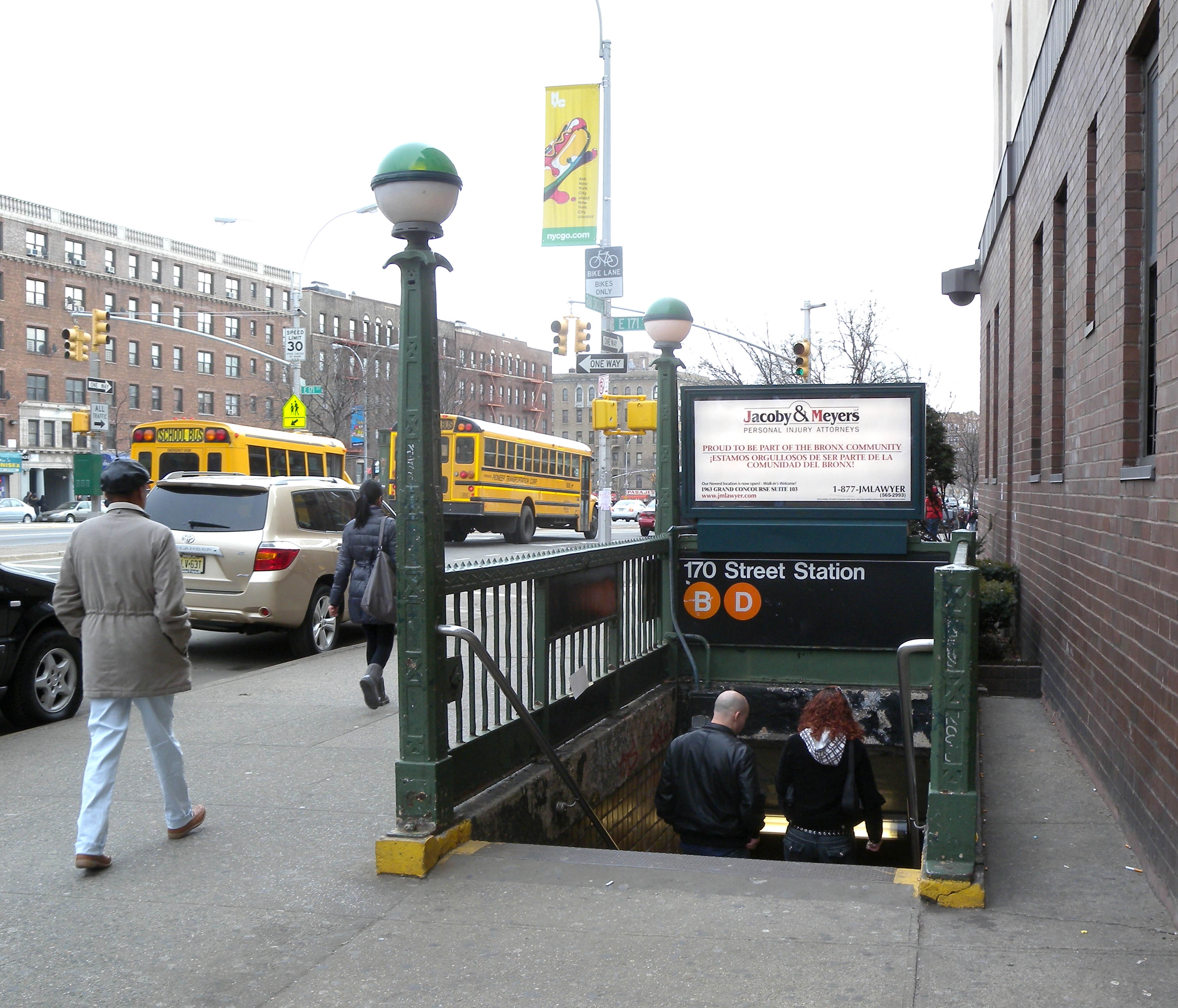
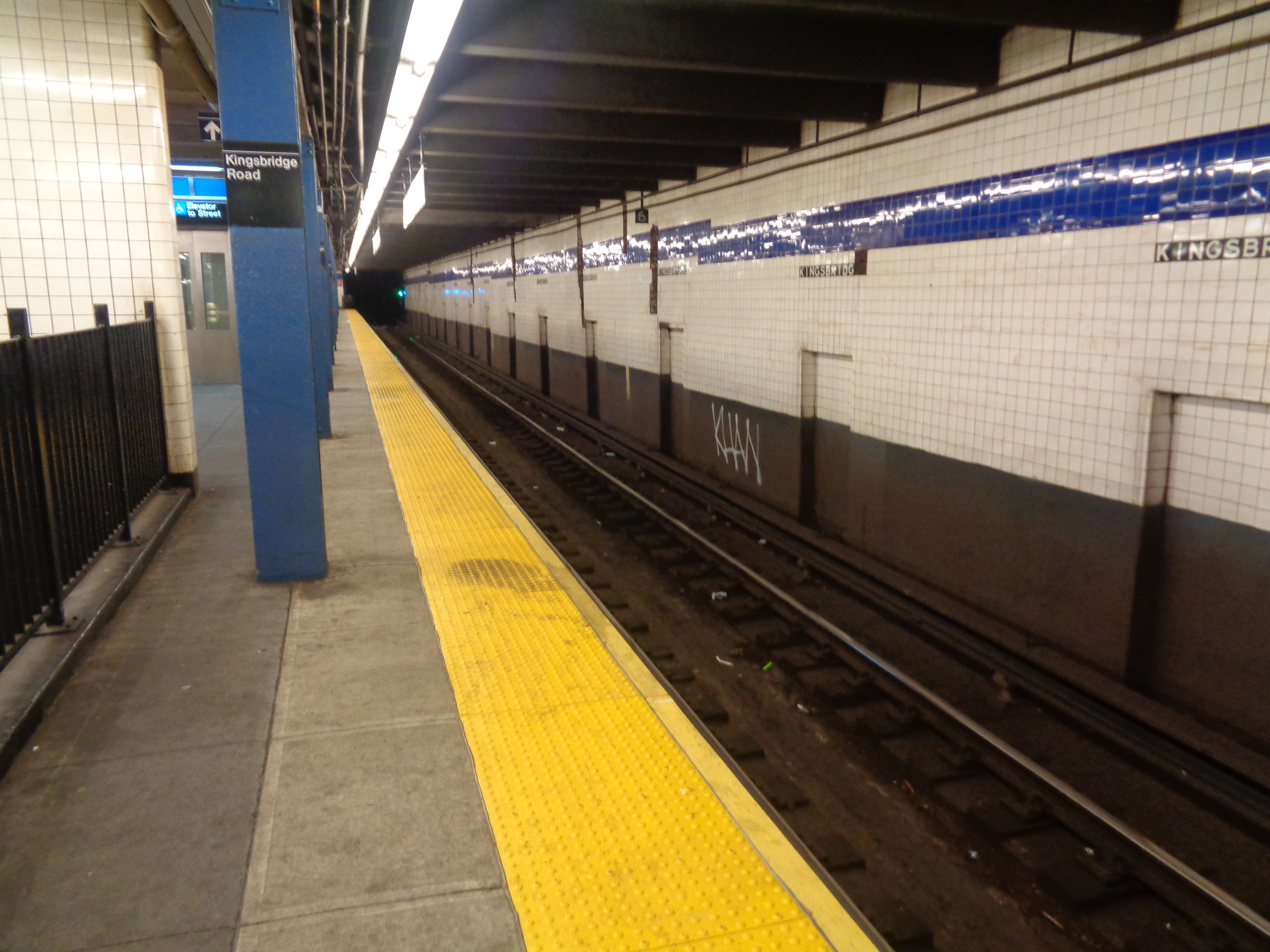
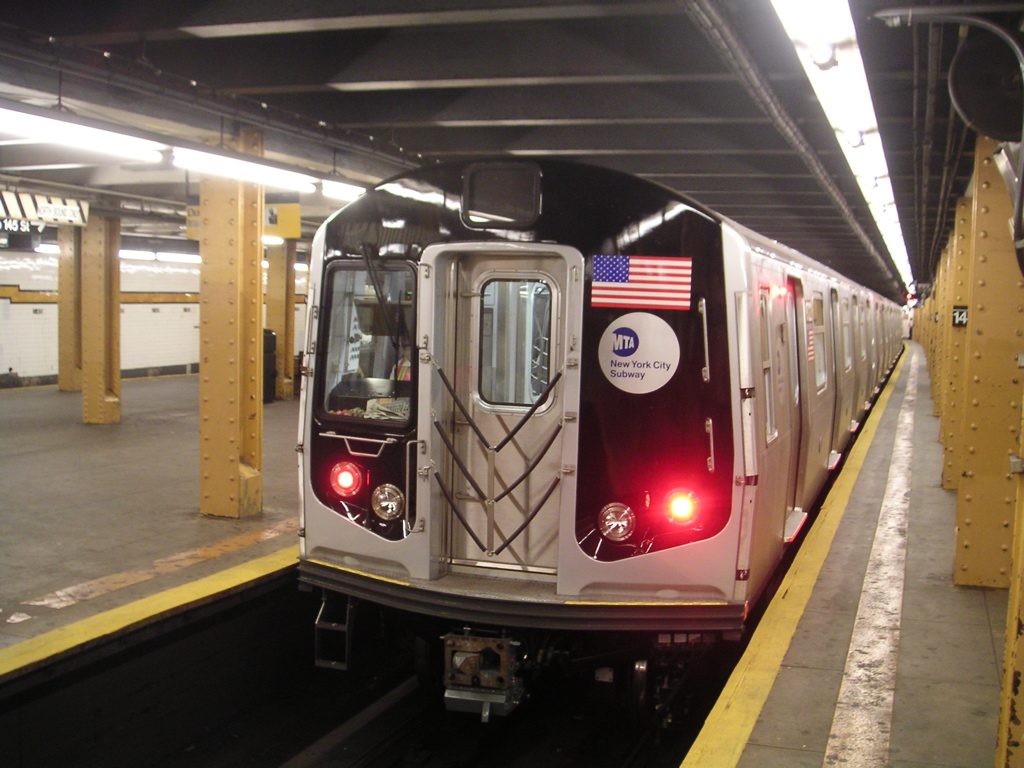
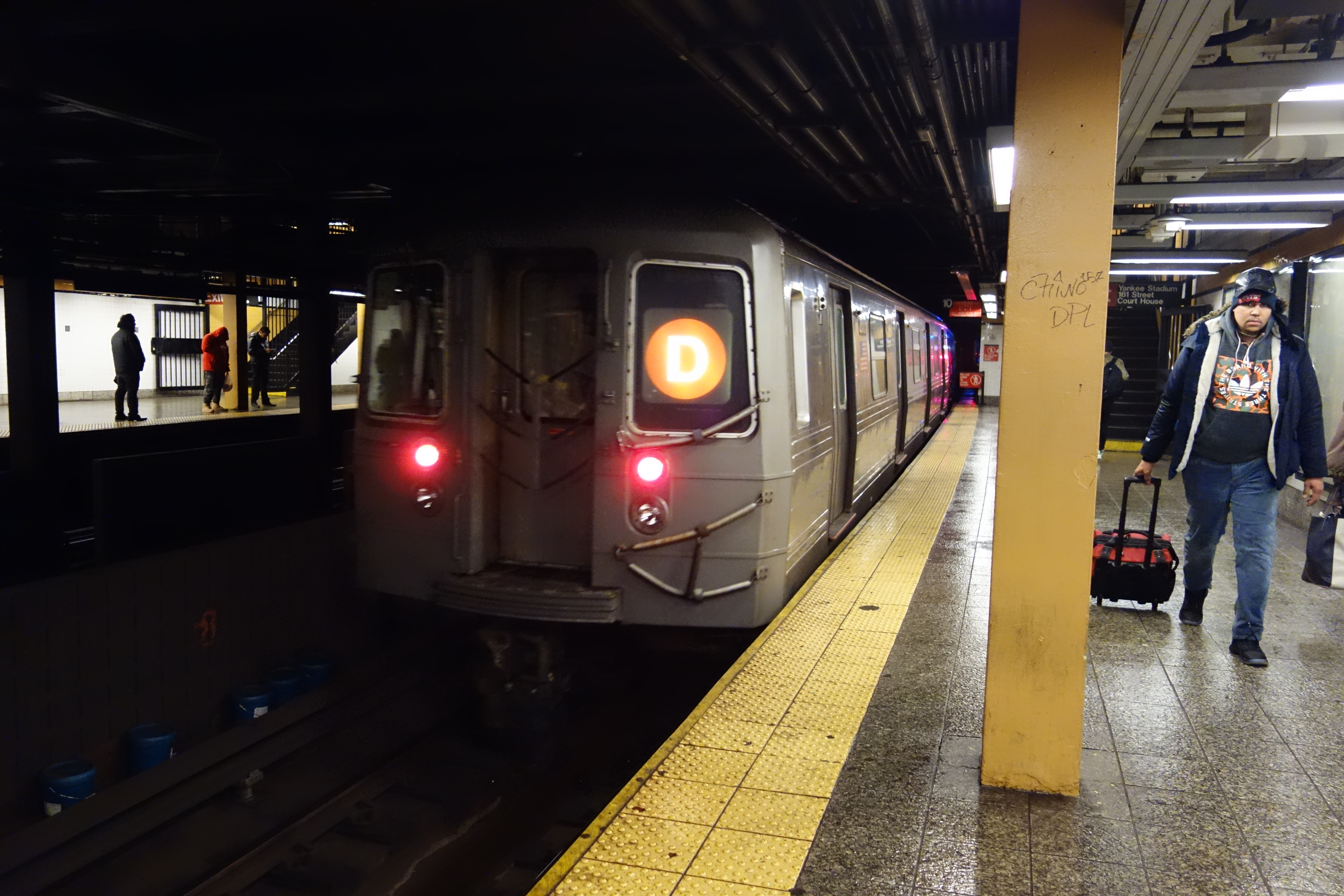